# Isole Vergini Americane ai XX Giochi olimpici invernali
Le Isole Vergini Americane avevano in programma la partecipazione ai XX Giochi olimpici invernali, svoltisi a Torino, in Italia, dall'11 al 19 febbraio 2006, con una delegazione di 1 atleta impegnata in una disciplina. Per Anne Abernathy non fu però possibile partecipare a causa di un infortunio.